# Maniewicze (gmina)
Maniewicze (początkowo Gródek) – dawna gmina wiejska istniejąca do 1939 roku w woj. wołyńskim (obecnie na Ukrainie). Siedzibą władz gminy były Maniewicze.
Na początku okresu międzywojennego jednostka figurowała pod nazwą gmina Gródek i należała do powiatu kowelskiego w woj. wołyńskim. 24 marca 1930 r. postanowieniem wojewody wołyńskiego została przemianowana na "Maniewicze".
1 kwietnia 1932 roku z gminy Maniewicze wyłączono pięć miejscowości (gromady Hulewicze, Jeziorno i Sitowicze) i włączono je do gminy Powursk.
Według stanu z dnia 4 stycznia 1936 roku gmina składała się z 17 gromad. Po wojnie obszar gminy Maniewicze wszedł w struktury administracyjne Związku Radzieckiego.